# Robert Pirosh
Robert Pirosh (né le 1er avril 1910 à Baltimore et mort le 25 décembre 1989  à Los Angeles) est un scénariste, réalisateur et producteur américain.
Il participa à la Seconde Guerre mondiale où, faisant partie de la 35e division d'infanterie, il fit partie de ceux qui levèrent le siège de Bastogne en décembre 1944 lors de la bataille des Ardennes.
Robert Pirosh a remporté l'Oscar du meilleur scénario original en 1950 pour son film de guerre Bastogne, et été nommé en 1952 pour Tout ou rien.

## Filmographie partielle

### Cinéma
- 1935 : The Winning Ticket de Charles Reisner
- 1937 : Un jour aux courses de Sam Wood avec les Marx Brothers
- 1941 : The Night of January 16th de William Clemens (d'après Ayn Rand)
- 1942 : Ma femme est une sorcière de René Clair
- 1942 : Qui perd gagne  de Rouben Mamoulian
- 1942 : Filles des îles (co-scénariste)
- 1944 : Un fou s'en va-t-en guerre (co-scénariste)
- 1947 : Le silence est d'or (producteur)
- 1949 : Bastogne (Battleground) (scénario et producteur)
- 1951 : Tout ou rien (réalisation et scénario)
- 1954 : La Vallée des rois (réalisation et scénario)
- 1963 : Le Téléphone rouge (co-scénariste)

### Télévision
- Combat !, série télévisée
- 1968 : Alexander the Great